# Apospasta dipterigidia
Apospasta dipterigidia là một loài bướm đêm trong họ Noctuidae.